# El Omaria (distrito)
El Omaria é um distrito localizado na província de Médéa, Argélia, e cuja capital é a cidade de mesmo nome. A população total do distrito era de 32 408 habitantes, em 2008.[carece de fontes?]

## Comunas
O distrito está dividido em três comunas:
- El Omaria
- Baata
- Ouled Brahim